# Imperium (pel·lícula de 2016)
Imperium és una pel·lícula de thriller policial estatunidenca del 2016 escrita i dirigida per Daniel Ragussis (en el seu debut al llargmetratge) a partir d'una història de Michael German. La pel·lícula és protagonitzada per Daniel Radcliffe, Toni Collette, Tracy Letts, Nestor Carbonell i Sam Trammell. Es va estrenar el 19 d'agost de 2016 en un llançament limitat i mitjançant vídeo sota demanda per Lionsgate Premiere. S'ha doblat i subtitulat al català central; també s'ha editat una versió doblada al valencià per a À Punt.

## Argument
Nate Foster és un jove agent especial de l'FBI que treballa per descobrir complots terroristes altament classificats. Després del robatori d'un cesi-137 importat il·legalment, Nate és reclutat per Angela Zamparo, una companya agent especial de l'FBI, que sospita de la participació de grups supremacistes blancs.
A través de les connexions de Zamparo, Foster es presenta a un petit grup de neonazis liderats per Vince Sargent, un líder local familiaritzat amb el seu principal sospitós, el presentador de ràdio Alt-Right Dallas Wolf. Wolf, figura de proa del moviment per la seva retòrica incendiària, reuneix una reunió dels grups més grans i influents supremacistes blancs del nord-est. Amb les presentacions de Sargent, Foster es congratula amb el moviment i coneix a Andrew Blackwell, el líder d'una milícia supremacista blanca, a més de cridar l'atenció de Wolf per convèncer-lo que pot finançar una expansió del seu programa de ràdio. Foster també es fa molt amic de Gerry Conway, un enginyer de coll blanc i home de família, també supremacista blanc.
Després de guanyar-se la confiança de Blackwell salvant-lo durant un atac a un míting del poder blanc per part del moviment Antifa, Foster és portat a un complex militar rudimentari gestionat per la milícia d'Andrew. Allà, Blackwell revela que té plànols de la xarxa d'aigua municipal de Washington, DC i que està planejant un atac.
L'FBI comença a sospitar que Wolf i Blackwell estan treballant junts després que Foster es trobi amb Wolf a casa seva i descobreix que la seva casa activa el taulell Geiger de Foster. Foster intenta integrar-se en una possible trama oferint a Wolf una inversió financera substancial.
En canvi, Wolf es torna hostil i informa de Foster a l'FBI. També revela que es veu a si mateix com un simple espectacle, no creu realment en la causa i s'ha sotmès a radioteràpia per al càncer de pròstata, i és per això que es va activar el comptador Geiger. Mentrestant, Blackwell també és descartat com una possible amenaça, ja que sembla que utilitza els plans de la xarxa d'aigua de DC com a forma d'atreure reclutes potencials amb la promesa de participar en un atac terrorista imminent. Sense més pistes, el superior de Foster i Zamparo ordena que el cas sigui tancat. Enfadat per malgastar els seus esforços, Foster es prepara perquè la seva identitat falsa abandoni la ciutat.
Foster es troba amb Conway per fer el seu darrer comiat. Autoafirmant els seus genuïns sentiments d'inutilitat, Conway confia a Foster la seva pertinença a una cèl·lula terrorista domèstica. Es revela que Conway i els seus aliats estan en possessió del cesi i estan planejant detonar una bomba radiològica de dispersió. Amb la presentació de Conway, Foster s'uneix al grup com a proveïdor de l'explosiu (TATP). Tot i que els terroristes paranoics gairebé revelen la seva identitat falsa diverses vegades, Foster aconsegueix localitzar el cesi a la casa de Conway, cosa que fa que l'FBI es presenti i arresti els terroristes abans que puguin dur a terme el complot. Satisfet d'haver aturat l'atac, Foster fa una última visita a Johnny, un adolescent i antic membre de la banda de Sargent que ja no creu en la causa.

## Repartiment
- Daniel Radcliffe as Nate Foster
- Toni Collette as Angela Zamparo
- Tracy Letts as Dallas Wolf
- Sam Trammell as Gerry Conway
- Nestor Carbonell as Tom Hernandez
- Roger Yawson as Usman
- Devin Druid as Johnny
- Pawel Szajda as Vince Sargent
- Chris Sullivan as Andrew Blackwell
- Burn Gorman as Morgan
- Seth Numrich as Roy
- Rodney Roldan as Hispanic Man
- Maboud Ebrahimzadeh as Abdul
- Shawn Singletary as Tim, the wine shop owner

## Producció

### Desenvolupament
Ragussis va basar la seva història en les experiències de l'agent de l'FBI Michael German, que va passar un any encobert amb supremacistes blancs. German va escriure un llibre basat en la seva experiència anomenat Thinking Like a Terrorist: Insights of a Former FBI Undercover Agent, i després que Ragussis llegís el llibre, va demanar ajuda a German per crear Imperium. Els dos junts van inventar la història bàsica de la pel·lícula.
El 30 de juliol de 2015, es va anunciar que Radcliffe havia estat elegit per al paper principal, interpretant un jove agent especial de l'FBI que va encobert per trobar i aturar els supremacistes blancs que intentaven fer una bomba bruta. La pel·lícula marca el debut com a director d'un llargmetratge de Daniel Ragussis. Toni Collette, Sam Trammell i Tracy Letts es van unir al repartiment de la pel·lícula el 8 d'octubre de 2015.

### Rodatge
La fotografia principal va començar a finals de setembre de 2015, amb el rodatge a Richmond, Virgínia i la propera ciutat de Hopewell. Les primeres imatges de Radcliffe al plató, amb el cap rapat, es van publicar el 22 de setembre de 2015.

## Difusió
El setembre de 2015, es va informar que Signature Entertainment havia comprat prèviament els drets de la pel·lícula per al Regne Unit. Lionsgate Premiere va adquirir els drets nacionals dels Estats Units a principis d'octubre de 2015. La pel·lícula es va estrenar en un llançament limitat i mitjançant vídeo sota demanda el 19 d'agost de 2016.

### Resposta crítica
Imperium va ser generalment ben rebuda. El lloc web de l'agregador de ressenyes Rotten Tomatoes donà a la pel·lícula una puntuació d'aprovació del 84%, basada en 76 crítiques, amb una valoració mitjana de 6,50/10. El consens crític del lloc dient: "L'inquietant Imperium compta amb temes preocupantment oportuns i un repartiment talentós liderat per Daniel Radcliffe com a agent encobert de l'FBI que s'infiltra en un anell de supremacistes blancs". A Metacritic, que assignà una qualificació normalitzada, la pel·lícula tenia una puntuació de 68 sobre 100, basada en 17 crítiques, indicant "crítiques generalment favorables". La pel·lícula va ser una selecció de la crítica del New York Times. El Los Angeles Times la va anomenar "impressionantment dimensional... tensa, apassionant i inquietant", la revista Slant la va anomenar "cinema polític atrevit" i Entertainment Weekly va dir que la pel·lícula era "un thriller tens i esgarrifós... Radcliffe és brillant".